# Paola Andino
Paola Nicole Andino (Bayamón, 22 de Março de 1998) é uma atriz americana de origem Porto-Riquenha. Ela ficou mais conhecida pelo papel da protagonista Emma Alonso na série Jovens Bruxas da Nickelodeon.

## Biografia
Andino nasceu em Bayamón, Porto Rico, e mudou-se para Dallas, Texas, aos três anos de idade com seus pais e irmão. Quando criança, ela dançou em competições como membro da Lewisville's Footlights Dance Studio; com dez anos de idade ela começou a fazer aulas de teatro com Antonia Denardo no Denardo Talents Ventures em Lewisville. Depois de uma aparição em um episódio de Grey's Anatomy, em 2011, ela estrelou em Hallmark Hall of Fame's e no filme Beyond the Blackboard. Em dezembro de 2013, ela conseguiu o papel de Emma Alonso, a protagonista, da série Every Witch Way, que começou a ser transmitida em janeiro de 2014. Com esse papel, ela foi indicada como Melhor Atriz Jovem no 29° Imagen Awards.

## Filmografia
| Ano     | Título                | Papel                       | Notas                             |
| ------- | --------------------- | --------------------------- | --------------------------------- |
| 2010    | Grey's Anatomy        | Lily Price                  | Episódio: "These Arms of Mine"    |
| 2011    | Beyond the Blackboard | Maria                       | Filme para TV                     |
| 2014    | ReactToThat           | Ela mesma                   |                                   |
| 2014-15 | Every Witch Way       | Emma Alonso                 | Papel principal                   |
| 2015    | Talia in the Kitchen  | Emma Alonso                 | episódio: "Every Witch Lola's"    |
| 2015    | WITS Academy          | Emma Alonso                 | Episódio: "My buddy from Orlando" |
| 2017    | Queen of the South    | Olivia "Chaparra" Gutiérrez | 5 episódios                       |